# Wudangzhao-Kloster

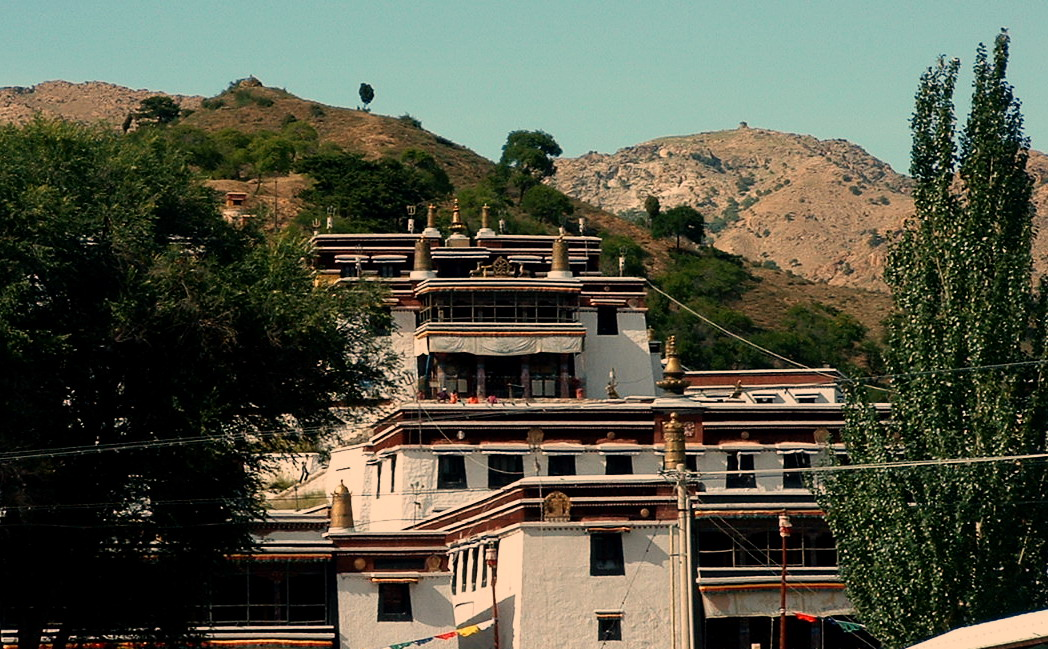
Kloster Wudang zhao

Das Kloster Wudang zhao (chinesisch 五當召 / 五当召, Pinyin Wǔdāngshào, englisch Wudangzhao Lamasery) bzw. Guangjue-Kloster (廣覺寺 / 广觉寺,  Guangjue si) auf dem Gebiet der chinesischen bezirksfreien Stadt Baotou (ca. 70 km nordöstlich der Stadt), Innere Mongolei, China, ist ein im tibetischen Stil erbautes, dem Kloster Zhaxilhünbo (Tashilhunpo-Kloster) nachgebildetes buddhistisches Kloster. Der riesige Gebäudekomplex diente einst als Residenz für den höchsten Lama der Inneren Mongolei. Es wurde 1749 in der Zeit der Qing-Dynastie fertiggestellt. Seine mehr als 2500 Räume wurden einst von über 1200 Mönchen bewohnt.
Das Kloster steht seit 1996 auf der Liste der Denkmäler der Volksrepublik China in der Inneren Mongolei (4-169).